# El Fonógrafo del 19 de abril de 1910
El Fónografo del 19 de abril de 1910 es una edición de gala del diario El Fonógrafo de Maracaibo, Estado Zulia, y la primera publicación a color de Venezuela. La edición está dedicada al primer centenario de la independencia e inaugura la impresión en tricromía en el país. Fue realizada en la Imprenta Americana de Maracaibo, por Eduardo López Rivas y sus hijos Eduardo, Carlos, Enrique y Teresa López Bustamante.

## Historia
En 1909 el diario El Fonógrafo tiene más de treinta años circulando. Su fundador, director y editor es Eduardo López Rivas, dueño de la Imprenta Americana, donde se han imprimido los primeros grabados y fotografías de Venezuela para una publicación periódica.

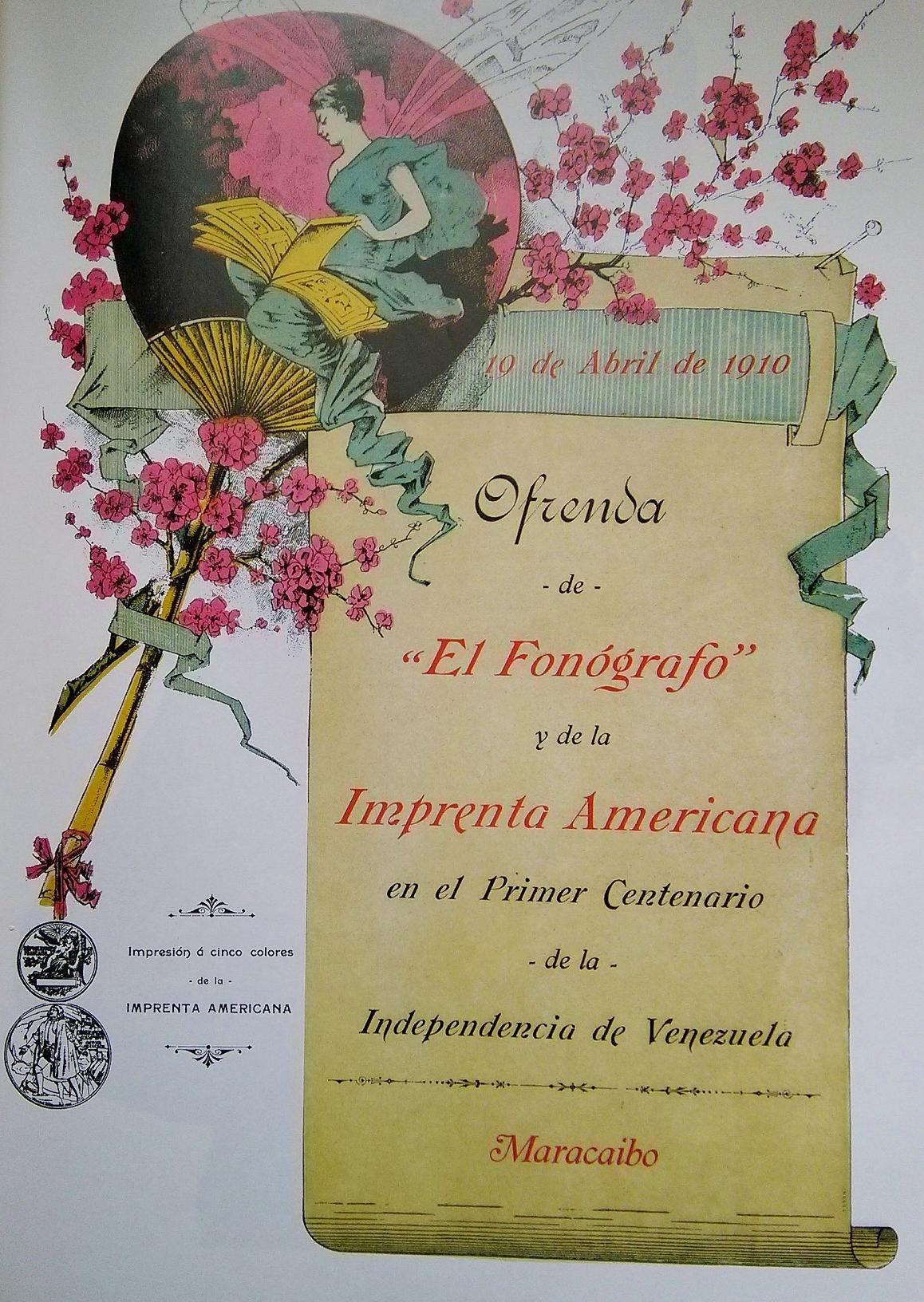
El Fonógrafo del 19 de abril de 1910. Primera página.

López Rivas decide realizar una edición de gala de El Fonógrafo a color, para honrar a los libertadores en ocasión del primer centenario de la independencia de Venezuela. Entrega la dirección del diario a su hijo mayor, Eduardo López Bustamante, se dedica de lleno a la planificación y el diseño de la edición y trae a la Imprenta Americana avanzadas técnicas de impresión.
El editor solicitó a los poetas y escritores más conocidos de Venezuela su colaboración para esta edición. Entre ellos Eduardo Blanco, Francisco Eugenio Bustamante, Néstor Luis Pérez Luzardo, José Ramón Yepes, Udón Pérez y Eduardo López Bustamante.

## Edición

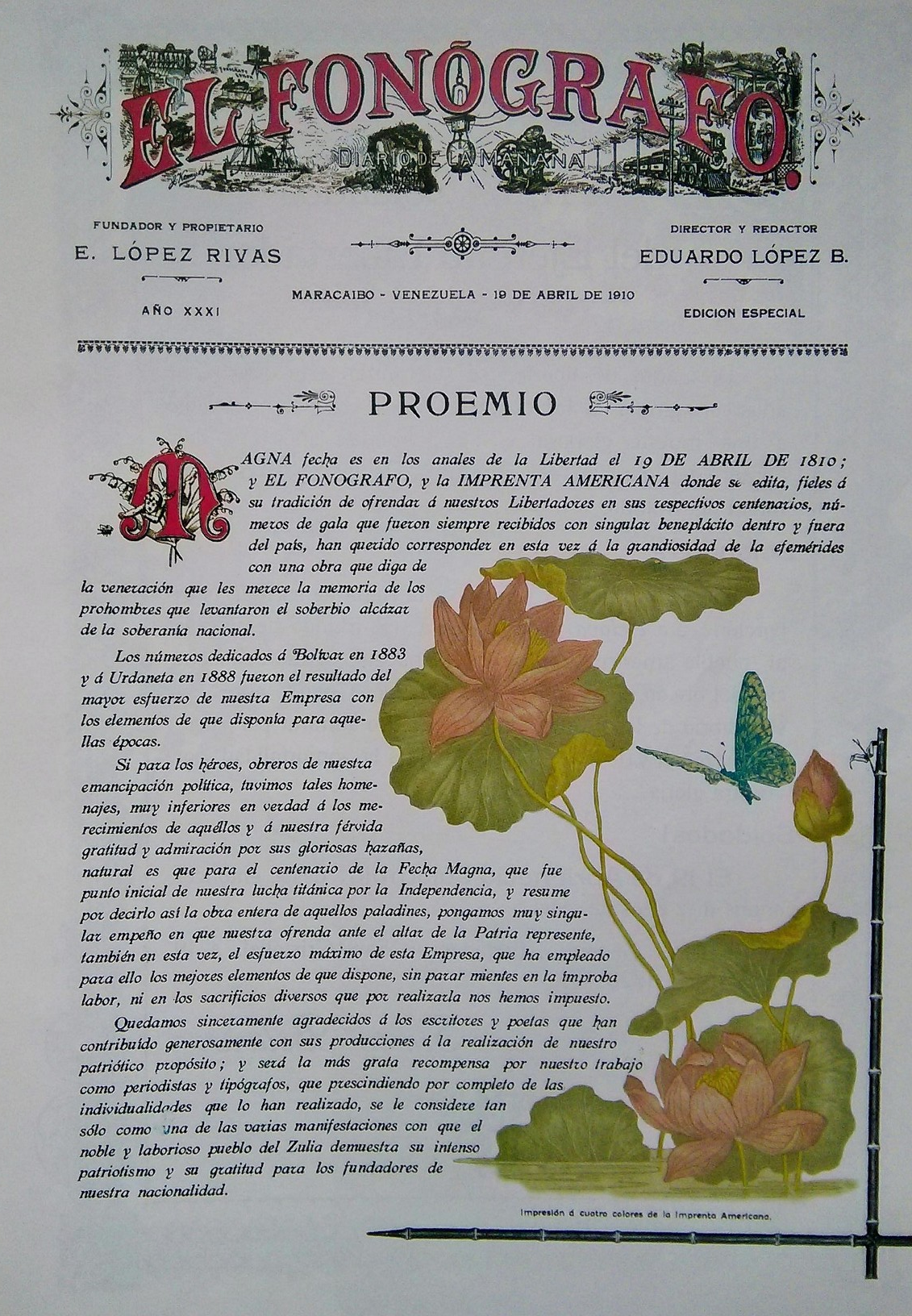
Prólogo de la edición de gala del diario "El Fonógrafo", del 19 de abril de 1910

El 19 de abril de 1910 se publicó la edición especial de El Fonógrafo titulada Ofrenda. Es una publicación de 200 páginas, más de cincuenta de ellas a color, realizada en homenaje a la Venezuela libre que alcanza sus cien años como república independiente.
Esta edición extraordinaria de El Fonógrafo contaba con más de cincuenta páginas con impresiones mezclando los tres colores primarios y con mezcla de cinco colores, incluyendo el blanco y el negro. Contenía ilustraciones inspiradas en “Art Nouveau”, composiciones poéticas enmarcadas en orlas decorativas, letras capitulares y una portada a todo color, con un paisaje del lago de Maracaibo rodeado de cocoteros, imagen inconfundible del Estado Zulia.
El trabajo en tricromía era entonces una novedad en el mundo y las páginas de "El Fonógrafo", ilustrando artículos y poemas, impactaron al público dentro y fuera del Venezuela.
Eduardo López Rivas culminó su carrera periodística con esta obra, que lo llevó a ser calificado por los historiadores como el artista de la prensa y el revolucionario de las artes gráficas de Venezuela.

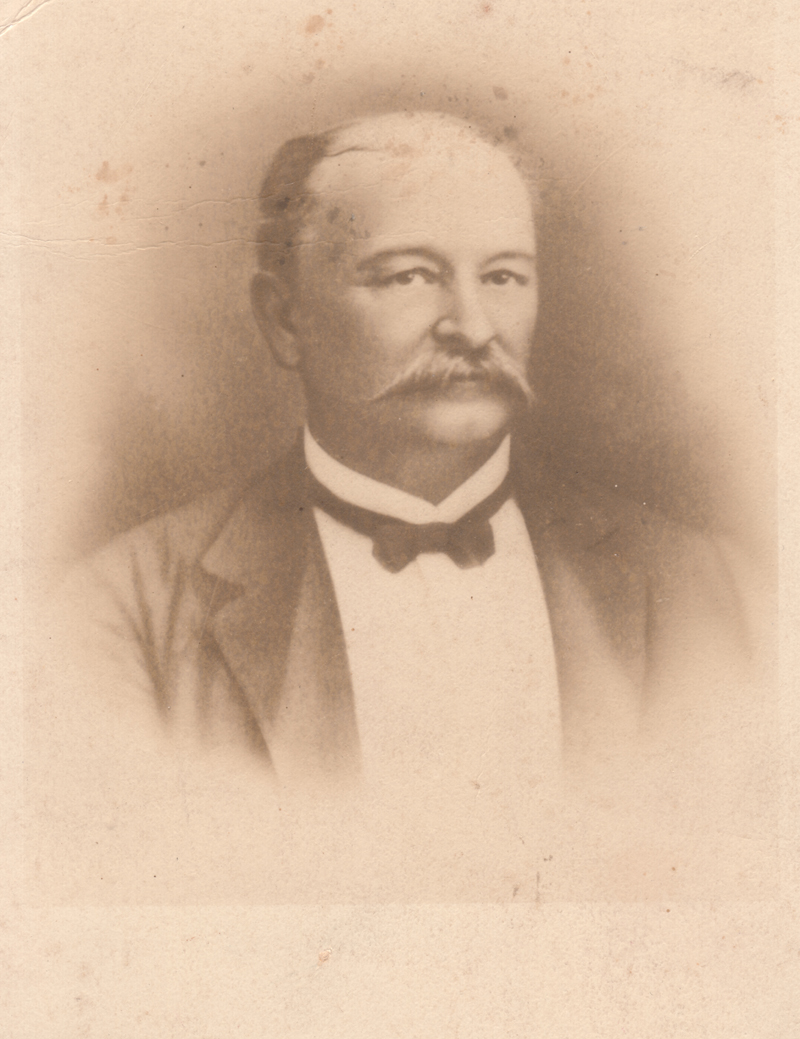
Eduardo López Rivas, fundador del Diario "El Fonógrafo"

## Trascendencia
La calidad de esta edición, colocó a la Imprenta Americana entre las mejores del mundo. La revista alemana “Anales tipográficos”, publicación oficial de casas de edición de la época, la catalogó como una editorial superior. Su número de junio de 1910 se expresa así sobre la edición de El Fonógrafo: “Hay que calificarla como una producción de primer orden del arte tipográfico; una obra que aquí mismo en Alemania habría causado también admiración. Hay que descubrirse ante tal saber técnico; ante un sentimiento y comprensión del arte tan desarrollado”.
Se refiere también a detalles concretos de la impresión: “El cajista se ha tomado todo el trabajo imaginable para encontrar nuevas combinaciones, nuevos arreglos, y el impresor, inspirándose en los alegres colores de su país, ha obtenido también en ese sentido felices efectos. El prensista ha resuelto con éxito admirable los problemas más difíciles de nuestro arte, como la impresión a tres colores. La obra en cuestión es una prueba de que nunca se podrá apreciar bastante lo que es capaz de producir la Imprenta Americana”.

## Análisis

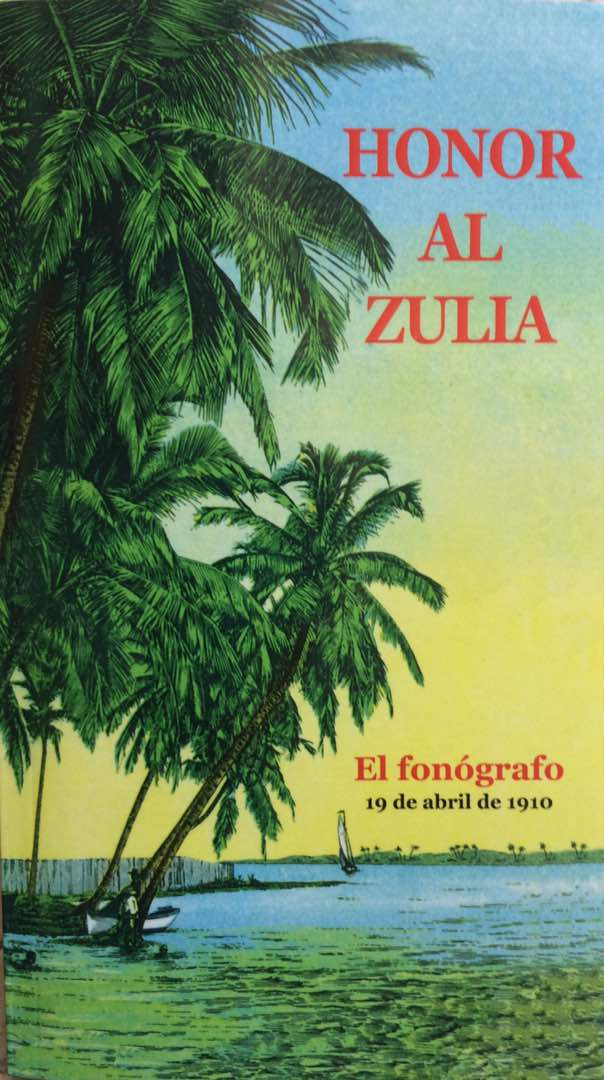
Portada del libro "Honor al Zulia", que recopila los mensajes de reconocimiento a la edición de gala de 1910.

En año 2012, las profesoras de la Universidad del Zulia, Nilda Bermúdez, Hilda Benchetrit y Luiza Carrizosa, publicaron el libro ”El Fonógrafo del 19 de abril de 1910, edición especial de un diario Zuliano". El volumen presenta un análisis de las artes gráficas de la época y examina el diseño de las páginas de la edición de "El Fonógrafo", el impacto de sus ilustraciones y la precisión en los tonos de las imágenes a color.

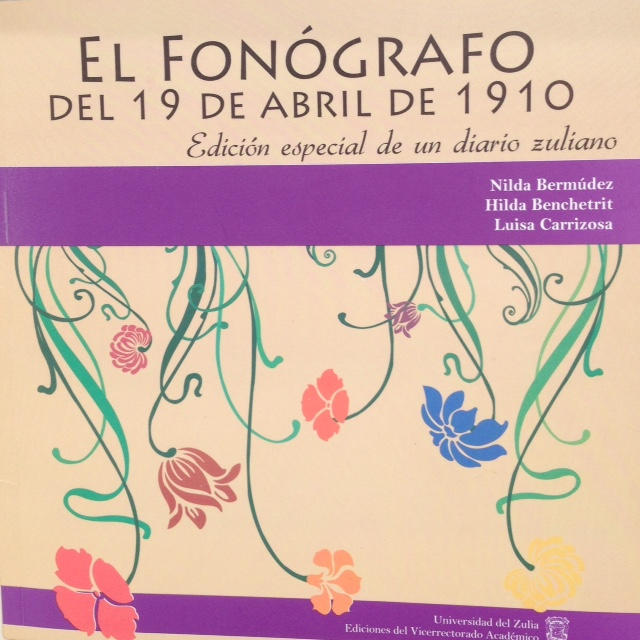
Portada del libro sobre la edición especial de El Fonógrafo, publicado en 2012

Explica que “se trata de un ejemplar muy completo, de tamaño tabloide, (39 cm de alto x 26, 50 cm de ancho). Que contiene 200 páginas sin numerar, impreso en papel satinado, con láminas de papel traslúcido para proteger algunas de sus estampas, y 140 ilustraciones no publicitarias”. Que posee 48 textos entre artículos y poemas, 51 avisos publicitarios de página completa, casi todas a color, y aproximadamente 60 fotografías."
Igualmente enumera las características de las ediciones especiales o de gala, como son el estar dedicadas a un tema especial y no cotidiano o a una fecha relevante a nivel nacional o mundial. El uso de papel satinado, el despliegue de tinas, orlas y letras capitulares y un número de páginas que sobrepasa extensamente al de una edición ordinaria. Todas estas características las reúne esta edición y “ello la convierte en un artículo de colección y objeto de estudio para el análisis del diseño y las artes gráficas”.

## Honor al Zulia
“Honor al Zulia” es el título de un volumen de más de 150 páginas publicado por la “Imprenta Americana” en diciembre de 1910. El libro recopila los mensajes recibidos por Eduardo López Rivas y sus hijos, desde dentro y fuera de Venezuela, en reconocimiento a esta edición especial del diario. En las páginas de “Honor al Zulia” se leen mensajes de casas editoriales, directores de periódicos e instituciones de toda Venezuela, las Américas y Europa. El volumen es un documento histórico en los anales del periodismo venezolano, que permite medir el impacto de aquella primera edición a color en el país.